# Тамариани (Ингушетия)
Тамариани — село в Джейрахском районе Республики Ингушетия. Входит в состав сельского поселения Джейрах.

## География
Село расположено в южной части республики на границе с республикой Северная Осетия, на правом берегу реки Терек на расстоянии 8 километров по прямой к северо-западу от районного центра Джейраха.
В селе 1 улица — Водная

### Часовой пояс
Село Тамариани как и вся Ингушетия, находится в часовой зоне МСК (московское время). Смещение применяемого времени относительно UTC составляет +3:00.

## Население
| 2010 | 2024 |
| ---- | ---- |
| 0    | ↗48  |

## Инфраструктура
Возле села — карьер.